# Teluk Intan
Teluk Intan is een stad en gemeente (majlis perbandaran; municipal council) in de Maleisische deelstaat Perak.
De gemeente telt 128.000 inwoners.